# São João na Porta Latina (título cardinalício)
São João na Porta Latina (em latim: S. Ioannis ante Portam Latinam) é um título cardinalício instituído em 6 de julho de 1517, pelo Papa Leão X, por ocasião do aumento do número de cardeais no consistório de 1 de julho. Sua igreja titular é San Giovanni a Porta Latina.

## Titulares protetores
- Giovanni Domenico de Cupis (1517-1524); in commendam (1524-1529)
- Mercurino Gattinara (1529-1530)
- Gabriel de Gramont (1530-1531)
- Juan Pardo de Tavera (1531-1545)
- Vacante (1545-1550)
- Francisco Mendoza de Bobadilla (1550)
- Vacante (1550-1556)
- Jean Suau (1556-1560)
- Girolamo di Corregio (1561-1562)
- Flavio Fulvio Orsini (1565)
- Alessandro Crivelli (ou Cribelli) (1566-1570)
- Gian Girolamo Albani (1570-1591)
- Ottavio Paravicini (1591-1592)
- Vacante (1592-1599)
- Alfonso Visconti (1599-1600)
- Vacante (1600-1605)
- Bernard Maciejowski (1605-1608)
- Vacante (1608-1616)
- Francesco Vendramino (1616-1618)
- Guido Bentivoglio (1621-1622)
- Vacante (1622-1647)
- Francesco Cherubini (1647-1656)
- Francesco Paolucci (1657-1661)
- Cesare Maria Antonio Rasponi (1666-1675)
- Mario Alberizzi (1676-1680)
- Stefano Agostini (1681-1683)
- Jan Kazimierz Denhoff (1686-1697)
- Sperello Sperelli (1700-1710)
- Pier Marcellino Corradini (1712-1734)
- Pietro Maria Pieri, O.S.M. (1734-1743)
- Francesco Landi (1745-1757)
- Luigi Gualterio (1760-1761)
- Simone Buonaccorsi (1763-1776)
- Hyacinthe Sigismond Gerdil, B. (1778-1784)
- Vacante (1784-1794)
- Antonio Dugnani (1794-1801)
- Vacante (1801-1805)
- Jean-Baptiste de Belloy (1805-1808)
- Vacante (1808-1816)
- Camillo de Simone (1816-1817)
- Vacante (1817-1830)
- Remigio Crescini, O.S.B. (1830)
- Giacomo Luigi Brignole (1834-1838); in commendam (1838-1847)
- Vacante (1847-1859)
- Camillo Di Pietro (1859-1867)
- Vacant (1867-1874)
- Joseph-Hippolyte Guibert, O.M.I. (1874-1886)
- Benoit-Marie Langénieux (1887-1905)
- Gregorio María Aguirre y García, O.F.M. (1907-1913)
- Felix von Hartmann (1914-1919)
- Edmund Dalbor (1919-1926)
- Joseph MacRory (1929-1945)
- Josef Frings (1946-1978)
- Franciszek Macharski (1979-2016)
- Renato Corti (2016-2020)
- Adalberto Martínez Flores (desde 2022)